# 인생 추적자 이재구
《인생 추적자 이재구》는 2015년 2월 21일부터 2월 22일까지 SBS에서 방영된 2부작 특집드라마이다.

## 등장 인물

### 주요 인물
- 박용우 : 이재구 역
- 유선 : 송연희 역
- 엄효섭 : 김태수 역

### 공수래 노무법인 사람들
- 안석환 : 왕길산 역
- 손화령 : 신수지 역

### GB메디컬 사람들
- 최종환 : 박우석 역
- 이기영 : 이성식 역
- 이승형 : 변진한 역
- 김민찬 : 최동식 역
- 윤지욱 : 진호 역

### 그 외 인물
- 윤주희 : 서주미 역
- 양온유 : 이세진 역
- 김승윤 : 김수영 역
- 조시내 : 미망인 역
- 허성태 : 경찰 역
- 이윤상 : 병원원장 역
- 이병철 : 남자 1 역
- 배수백 : 남자 2 역
- 강왕수 : 정비공 역
- 노수산나 : 아가씨 역
- 이창 : 의사 1 역
- 유재현 : 의사 2 역
- 유병선 : 춘천병원의사 역
- 박귀순 : 스님 역
- 오기영 : 형사 역

### 특별 출연
- 이혜숙
- 김정균
- 김철기
- 유태웅

## 시청률
아래의 파란색 숫자는 '최저 시청률'이고, 빨간색 숫자는 '최고 시청률'입니다. 시청률조사회사와 지역별로 시청률에 차이가 있을 수 있습니다. 
' - ' 표시는 각 회사에서 공개한 프로그램의 시청률에 미치지 아니하여 순위 밖에 해당하는 것을 의미합니다.
| 2015년      | 2015년      | 2015년         | 2015년       | 2015년         | 2015년       |
| 회차        | 방송일      | TNmS 시청률    | TNmS 시청률  | AGB 시청률     | AGB 시청률   |
| 회차        | 방송일      | 대한민국(전국) | 서울(수도권) | 대한민국(전국) | 서울(수도권) |
| ----------- | ----------- | -------------- | ------------ | -------------- | ------------ |
| 제1회       | 2월 21일    | 3.1%           | %            | 4.0%           | %            |
| 제2회       | 2월 22일    | 2.6%           | %            | 3.4%           | %            |
| 평균 시청률 | 평균 시청률 | 2.9%           | %            | 3.7%           | %            |